# Lliga serbo-montenegrina de futbol
La lliga serbo-montenegrina de futbol fou la màxima competició futbolística de l'antic estat de Sèrbia i Montenegro.

## Història
Mentre Sèrbia i Montenegro formaven part de la República Federal Socialista de Iugoslàvia, els clubs d'aquestes dues nacions participaven en la lliga iugoslava de futbol. Quan es produí la dissolució de l'antic estat l'any 1992, es creà la República Federal de Iugoslàvia, formada únicament per Sèrbia i Montenegro. La lliga de futbol mantingué el nom (Primera Divisió Iugoslava), tot i que en realitat es tractava de la lliga de futbol de Sèrbia i Montenegro. Finalment, l'any 2003, Iugoslàvia passà a anomenar-se Sèrbia i Montenegro, nom que també fou adoptat per la lliga de futbol. L'any 2006 aquesta competició cessà les seves activitats, creant-se dues noves competicions, la lliga sèrbia de futbol i la lliga montenegrina de futbol, seguint la declaració d'independència de Montenegro.

## Historial
| República Federal de Iugoslàvia - 1992/93: FK Partizan Beograd (1) - 1993/94: FK Partizan Beograd (2) - 1994/95: FK Crvena Zvezda Beograd (1) - 1995/96: FK Partizan Beograd (3) | - 1996/97: FK Partizan Beograd (4) - 1997/98: FK Obilić Beograd (1) - 1998/99: FK Partizan Beograd (5) - 1999/00: FK Crvena Zvezda Beograd (2) - 2000/01: FK Crvena Zvezda Beograd (3) - 2001/02: FK Partizan Beograd (6) | Sèrbia i Montenegro - 2002/03: FK Partizan Beograd (7) - 2003/04: FK Crvena Zvezda Beograd (4) - 2004/05: FK Partizan Beograd (8) - 2005/06: FK Crvena Zvezda Beograd (5) |